# Peperomia crassulicaulis
Peperomia crassulicaulis är en pepparväxtart som beskrevs av William Trelease. Peperomia crassulicaulis ingår i släktet peperomior, och familjen pepparväxter. Inga underarter finns listade i Catalogue of Life.